# Катастрофа DC-6 в Брайс-Каньоне
Катастрофа DC-6 в Брайс-Каньоне — крупная авиационная катастрофа пассажирского самолёта Douglas DC-6 американской авиакомпании United Air Lines, произошедшая в пятницу 24 октября 1947 года близ Брайс-Каньона. Всего погибли 52 человека, что делает данную авиакатастрофу крупнейшей в штате Юта; также это первое происшествие в истории самолёта Douglas DC-6.

## Самолёт
Douglas DC-6 с регистрационным номером NC37510 (по другим данным — N37510, заводской — 42875, серийный — 17) и именем Mainliner Seattle поступил в авиакомпанию United Air Lines 21 марта 1947 года, за семь месяцев до происшествия, а его общая наработка составляла лишь 933 часа. Четыре поршневых авиационных двигателя были модели Pratt & Whitney R-2800 и оборудованы воздушными винтами производства Hamilton Standard.

## Экипаж
Лётный экипаж самолёта (в кабине) состоял из двух пилотов:
- Командир воздушного судна — 42-летний Эверетт Макмиллен (англ. Everett McMillen). Имел общий лётный стаж порядка 15 000 часов, в том числе 138 часов на типе DC-6.
- Второй пилот — 25-летний Джордж Грисбах (англ. George Griesbach). Имел общий лётный стаж 3046 часов, в том числе 68 часов на типе DC-6.

В салоне работали три стюардессы:
- Хелен Ф. Моррисси (англ. Helen F. Morrissey)
- Сабина Х. Джосвик (англ. Sabina H. Joswick)
- Ширли Э. Хикки (англ. Shirley E. Hickey)

## Катастрофа
В тот день самолёт выполнял беспересадочный пассажирский рейс UA-608 из Лос-Анджелеса в Чикаго (в некоторых источниках указано о промежуточной посадке в Денвере) и в 10:23 с 47 пассажирами и 5 членами экипажа на борту вылетел из Лос-Анджелесского аэропорта. Вес и центровка авиалайнера не выходили за установленные пределы. Полёт проходил в нормальном режиме на эшелоне 19 000 футов (5800 м) по правилам визуальных полётов, а экипаж последовательно сообщал о пролёте Фонтаны, Даггетта, Силвер-Лейка (все три в Калифорнии), Лас-Вегаса (Невада) и Сент-Джорджа (Юта). Во время последнего доклада о своём местонахождении экипаж оценил прохождение Брайс-Каньона (также в Юте) в 12:22.
Затем в 12:21 с самолёта неожиданно сообщили, что в заднем грузовом отделении пожар, который экипаж не мог потушить. Также пилоты добавили, что салон заполнило дымом, в связи с чем принято решение об аварийной посадке в аэропорту Брайс-Каньон. Затем с самолёта доложили: Хвост разрушается. Мы пытаемся снижаться, но не получается (англ. Tail is going out — we may get down and we may not). В 12:26 с самолёта доложили о подборе места для посадки, но через минуту доложили: Мы можем это сделать — подходим к полосе (англ. we may make it — approaching a strip). После этого связь прервалась уже навсегда.
Согласно показаниям очевидцев, авиалайнер подходил к Брайс-Каньону со стороны юго-запада, когда за 20 миль (32 км) до аэропорта из него начал выходить словно белый дым, который затем сменился уже густым чёрным дымом. На удалении 15 миль (24 км) от аэропорта свидетели наблюдали уже пожар в нижней части самолёта примерно в районе центральной секции. Незадолго до происшествия лайнер словно был под контролем экипажа, но очевидцев самого происшествия уже не было. Примерно в 12:29 летящий в западном направлении «Дуглас» рухнул на землю в полутора милях юго-восточнее аэропорта Брайс-Каньон и разрушился.
Все 52 человека на борту погибли, что делает данную авиакатастрофу по числу жертв крупнейшей в истории штата Юта, а на момент событий она была ещё и второй крупнейшей катастрофой самолёта в США, после катастрофы под Бейнбриджем (53 погибших). Также это первое происшествие в истории самолёта Douglas DC-6.

## Авария в Галлапе

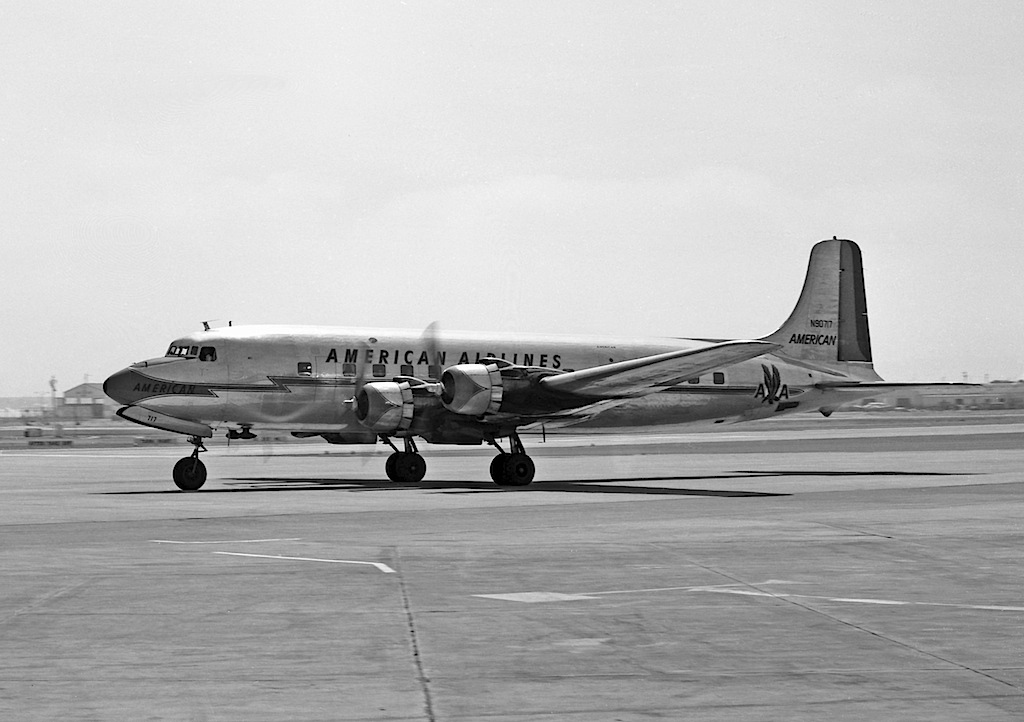
Douglas DC-6 авиакомпании American Airlines

Следователи ещё изучали обломки, когда 11 ноября, то есть менее трёх недель спустя после катастрофы в Брайс-Каньоне, неожиданно пришло сообщение из штата Нью-Мексико. У другого DC-6 (борт NC90741 авиакомпании American Airlines) также начался пожар в хвостовой части, но экипаж успел выполнить посадку в Галлапе, причём никто из 25 людей на борту не погиб, да и основную часть конструкции самолёта смогли спасти.
Осмотр самолёта обнаружил пятно у вентиляционного отверстия на № 3, из которого следовало, что оттуда происходила утечка топлива, а в районе воздухозаборника, что на 10 футов (3,0 м) позади, находилось тёмное пятно от горящего топлива.
Сразу после происшествия в Галлапе полёты всех DC-6 были запрещены до внесения необходимых доработок.

## Предварительное расследование
Место падения рейса 608 было быстро оцеплено, после чего начались поиски обломков. Найденные обломки при этом быстро доставляли в Санта-Монику (Калифорния) на завод Douglas Aircraft Company, где их идентифицировали и оценивали. Также, впервые в истории, была проведена реконструкция самолёта на специальном макете от начала центроплана до заднего гермошпангоута. Был сделан и отдельный макет для системы кондиционирования, чтобы можно было оценить скорость распространения пожара и степень наносимых им повреждений.
Было определено, что перед падением «Дуглас» следовал по большой правой дуге от Тропика, а отдельные обломки обнаружили на удалении 26 миль (42 км) от места падения. Разрушение конструкции самолёта началось внизу у окончания корневой части правой плоскости крыла, при этом также повредило заднюю кромку правого закрылка. Также из-за пожара отделились главная дверь и элементы буфета. Само возгорание происходило в нижней правой части фюзеляжа примерно в районе центроплана, но на 23 фута (7,0 м) назад и поднималось вверх вдоль иллюминаторов. Проверка салона и туалета не выявила признаков пожара в них до падения на землю. Сам пожар был достаточно интенсивным, из-за чего у людей на борту практически не было шансов спастись.
Проверили силовые установки, электрические и гидросистемы, а также системы наддува салона, но ни одна из них не послужила причиной пожара. Проверка крыла и хвостового оперения показала, что пожар в них также не происходил.
Анализ копоти, отложившейся на хвостовом оперении, показал наличие в ней нитрата бария. Из самого Лос-Анджелеса рейс 608 вылетел с полными всеми четырьмя основными и четырьмя дополнительными топливными баками, тогда как оба запасных бака были пусты. Также стоит отметить, что в роковом полёте в экипаже была проведена замена, так как штатный второй пилот заболел и его пришлось подменить другим. Позже следователи опросили штатного для данного экипажа второго пилота относительно процедур по управлению топливом. Как удалось узнать, обычно взлёт и набор высоты командир выполнял с питанием двигателей от основных баков, а при следовании на эшелоне переходил уже на дополнительные баки. Когда в одном из баков оставалось до 500 фунтов (230 кг) топлива, командир выполнял перекачку между правыми и левыми баками с целью выравнивания, для чего открывался клапан перекачки, после чего самолёт наклонялся в нужную сторону, при этом рулём направления парировался поворачивающий момент. После завершения перекачки самолёт выпрямлялся, а клапан закрывался.
Вообще-то топливная система самолёта DC-6 не рассчитана на перекачку топлива между баками на разных сторонах, но при этом легко переделывается под это, чем и воспользовались различные операторы данного типа самолётов, проводя самостоятельно данную модернизацию. При этом ни разу не проводилось никаких испытаний по сертификации данных переделок, но ни в руководстве по лётной эксплуатации DC-6, ни в наставлениях Управления гражданской аэронавтики это не запрещалось. А, как говорится, «Что не запрещено, то разрешено».
Однако осмотр самой модели самолёта выявил серьёзную опасность от таких перекачек. Дело в том, что вентиляционное отверстие дополнительного бака № 3 расположено в правой части фюзеляжа у передней кромки крыла и близ его нижнего края, а всего на 10 футов (3,0 м) назад и немного влево находился воздухозаборник, воздух из которого поступал в систему отопления салона, а также для охлаждения масляных радиаторов систем наддува салона и кабины. После катастрофы борта NC37510 были проведены лётные испытания на другом DC-6, по результатам которых было установлено, что в случае переполнения дополнительного бака № 3 часть топлива может вытечь через вентиляционное отверстие, а затем направиться назад к воздухозаборнику, после чего постепенно проникать в вентиляционную систему и обогреватель салона, начав там скапливаться. Проведённые наземные испытания подтвердили, что при работающем обогревателе топливо может воспламениться, после чего пожар начнёт распространяться по воздухопроводам.
Вообще для ликвидации возгораний самолёты DC-6 оборудовались системами пожаротушения, в том числе в переднем и заднем грузовых отделениях. Однако в отсеке с системой кондиционирования был лишь баллон весом 1,4 фунта (0,64 кг) с диоксидом углерода. Авиакомпании не знали об опасности переполнения третьего дополнительного бака, когда занимались самовольными переделками топливных систем, а Управление гражданской аэронавтики этот момент не проконтролировало.

## Анализ данных
Все улики указывали на то, что пожар начался из-за воспламенения топлива, которое потом усиливало пожар. Реконструкция распространения пожара показала, что огонь начался в районе воздухозаборника из-за накапливания поступающего спереди топлива. Бензин указанным путём мог поступить только из вентиляционного отверстия дополнительного топливного бака № 3, а значит, этот бак оказался переполнен, после чего топливо вытекло через вентиляционное отверстие, потекло назад, где его пары воспламенились в нагревателе воздуха, после чего загорелось уже само скопившееся топливо.
Согласно показаниям ранее работавшего в экипаже пилота, командир судна регулярно выполнял перекачку топлива между баками путём наклона самолёта, причём достаточно большого, а потому мог пропустить момент окончания и тем самым переполнить третий дополнительный топливный бак. Время обнаружения пожара примерно совпало со временем, когда ориентировочно была начата перекачка топлива.
Также разбившийся самолёт был оборудован реактивными замедлителями на случай аварийных посадок, но в данной ситуации они только усугубили ситуацию, когда, сработав, лишь усилили пожар. В результате уже в период расследования всем авиакомпаниям было дано указание снять подобные ускорители со всех DC-6, пока не будут выработаны правила по их правильной установке.
Также в ходе расследования было определено, что пожар точно происходил не в заднем грузовом отделении. Хотя на борту находился груз фотовспышек, проведённые военно-воздушными силами и компанией General Electric испытания доказали, что слишком мала вероятность срабатывания этих вспышек, а даже если это и произойдёт, то вырабатываемого при этом тепла будет недостаточно для загорания легковоспламеняющихся веществ, которые могут быть в багаже или экспресс-почте.

## Причина
Причиной катастрофы было названо воспламенение топлива, попавшего и скопившегося в обогревателе салона после вытекания из дополнительного топливного бака № 3 по причине его переполнения в результате перекачки топлива из дополнительного бака № 4. Способствовали катастрофе такие факторы, как неудачное расположение вентиляционного отверстия бака № 3, а также отсутствие инструкций, которые могли бы предупредить экипажи DC-6 об опасностях, связанных с перекачкой топлива.

## Последствия
Конструкция самолёта была доработана с целью повышения пожарной безопасности, в том числе были перенесены вентиляционные отверстия дополнительных баков № 2 и 3 и внесены доработки, чтобы предотвратить вытекание топлива внутрь конструкции самолёта. Изменили конструкцию систем подогрева и вентиляции воздуха в салоне и кабине. Также были изменены и руководства по лётной эксплуатации, раскрыв возможные опасности при эксплуатации. В ходе расследования были обнаружены и другие изъяны конструкции лайнера, не связанные с данной катастрофой, но устранение которых повысило безопасность самолёта в целом.

### Комментарии
1. ↑  Здесь и далее указано Горное время (MST)
2. ↑  Согласно первоначальному отчёту — 46 и 6 соответственно.